# Belgisch curlingteam (vrouwen)
Het Belgisch curlingteam vertegenwoordigt België in internationale curlingwedstrijden.

## Geschiedenis
België nam voor het eerst deel aan een groot toernooi tijdens het Europees kampioenschap van 2011. Als nieuwkomer mocht België niet meteen deelnemen aan het hoofdtoernooi in Moskou, maar moest het eerst aantreden in de C-divisie in Tårnby, Denemarken. Daar werd dan ook de eerste interland voor het Belgische team ooit gespeeld. De wedstrijd tegen Wit-Rusland werd meteen een afstraffing: 10-0. Vervolgens volgden er nog twee verliespartijen, tegen Slowakije (7-5) en Polen (10-1). In de laatste wedstrijd van het toernooi kon België dan toch nog voor de eerste Belgische zege in de geschiedenis zorgen. Kroatië werd met 13-4 verslagen. België kon wel geen promotie naar de B-divisie afdwingen.
Daarna was het tien jaar wachten op een volgende Belgische deelname aan het EK. In de C-divisie van het EK van 2021 eindigde België als vijfde en laatste, met één overwinning uit acht wedstrijden. Een jaar later was het dan raak. België won de C-divisie en promoveerde zo voor het eerst naar de tweede afdeling. Daar wist het Belgische team zich meteen te handhaven. In 2023 eindigde België evenwel als negende en voorlaatste in de B-divisie, waardoor het land terugzakte naar de derde afdeling, waarin het land sedertdien aantreedt.

## België op het Europees kampioenschap
| Jaar | Plaats        | Skip          | WG            | W             | V             | PV            | PT            |
| ---- | ------------- | ------------- | ------------- | ------------- | ------------- | ------------- | ------------- |
| 1975 | Geen deelname | Geen deelname | Geen deelname | Geen deelname | Geen deelname | Geen deelname | Geen deelname |
| 1976 | Geen deelname | Geen deelname | Geen deelname | Geen deelname | Geen deelname | Geen deelname | Geen deelname |
| 1977 | Geen deelname | Geen deelname | Geen deelname | Geen deelname | Geen deelname | Geen deelname | Geen deelname |
| 1978 | Geen deelname | Geen deelname | Geen deelname | Geen deelname | Geen deelname | Geen deelname | Geen deelname |
| 1979 | Geen deelname | Geen deelname | Geen deelname | Geen deelname | Geen deelname | Geen deelname | Geen deelname |
| 1980 | Geen deelname | Geen deelname | Geen deelname | Geen deelname | Geen deelname | Geen deelname | Geen deelname |
| 1981 | Geen deelname | Geen deelname | Geen deelname | Geen deelname | Geen deelname | Geen deelname | Geen deelname |
| 1982 | Geen deelname | Geen deelname | Geen deelname | Geen deelname | Geen deelname | Geen deelname | Geen deelname |
| 1983 | Geen deelname | Geen deelname | Geen deelname | Geen deelname | Geen deelname | Geen deelname | Geen deelname |
| 1984 | Geen deelname | Geen deelname | Geen deelname | Geen deelname | Geen deelname | Geen deelname | Geen deelname |
| 1985 | Geen deelname | Geen deelname | Geen deelname | Geen deelname | Geen deelname | Geen deelname | Geen deelname |
| 1986 | Geen deelname | Geen deelname | Geen deelname | Geen deelname | Geen deelname | Geen deelname | Geen deelname |
| 1987 | Geen deelname | Geen deelname | Geen deelname | Geen deelname | Geen deelname | Geen deelname | Geen deelname |
| 1988 | Geen deelname | Geen deelname | Geen deelname | Geen deelname | Geen deelname | Geen deelname | Geen deelname |
| 1989 | Geen deelname | Geen deelname | Geen deelname | Geen deelname | Geen deelname | Geen deelname | Geen deelname |
| 1990 | Geen deelname | Geen deelname | Geen deelname | Geen deelname | Geen deelname | Geen deelname | Geen deelname |
| 1991 | Geen deelname | Geen deelname | Geen deelname | Geen deelname | Geen deelname | Geen deelname | Geen deelname |
| 1992 | Geen deelname | Geen deelname | Geen deelname | Geen deelname | Geen deelname | Geen deelname | Geen deelname |
| 1993 | Geen deelname | Geen deelname | Geen deelname | Geen deelname | Geen deelname | Geen deelname | Geen deelname |
| 1994 | Geen deelname | Geen deelname | Geen deelname | Geen deelname | Geen deelname | Geen deelname | Geen deelname |
| 1995 | Geen deelname | Geen deelname | Geen deelname | Geen deelname | Geen deelname | Geen deelname | Geen deelname |
| 1996 | Geen deelname | Geen deelname | Geen deelname | Geen deelname | Geen deelname | Geen deelname | Geen deelname |
| 1997 | Geen deelname | Geen deelname | Geen deelname | Geen deelname | Geen deelname | Geen deelname | Geen deelname |
| 1998 | Geen deelname | Geen deelname | Geen deelname | Geen deelname | Geen deelname | Geen deelname | Geen deelname |
| 1999 | Geen deelname | Geen deelname | Geen deelname | Geen deelname | Geen deelname | Geen deelname | Geen deelname |

| Jaar | Plaats        | Skip                | WG            | W             | V             | PV            | PT            |
| ---- | ------------- | ------------------- | ------------- | ------------- | ------------- | ------------- | ------------- |
| 2000 | Geen deelname | Geen deelname       | Geen deelname | Geen deelname | Geen deelname | Geen deelname | Geen deelname |
| 2001 | Geen deelname | Geen deelname       | Geen deelname | Geen deelname | Geen deelname | Geen deelname | Geen deelname |
| 2002 | Geen deelname | Geen deelname       | Geen deelname | Geen deelname | Geen deelname | Geen deelname | Geen deelname |
| 2003 | Geen deelname | Geen deelname       | Geen deelname | Geen deelname | Geen deelname | Geen deelname | Geen deelname |
| 2004 | Geen deelname | Geen deelname       | Geen deelname | Geen deelname | Geen deelname | Geen deelname | Geen deelname |
| 2005 | Geen deelname | Geen deelname       | Geen deelname | Geen deelname | Geen deelname | Geen deelname | Geen deelname |
| 2006 | Geen deelname | Geen deelname       | Geen deelname | Geen deelname | Geen deelname | Geen deelname | Geen deelname |
| 2007 | Geen deelname | Geen deelname       | Geen deelname | Geen deelname | Geen deelname | Geen deelname | Geen deelname |
| 2008 | Geen deelname | Geen deelname       | Geen deelname | Geen deelname | Geen deelname | Geen deelname | Geen deelname |
| 2009 | Geen deelname | Geen deelname       | Geen deelname | Geen deelname | Geen deelname | Geen deelname | Geen deelname |
| 2010 | Geen deelname | Geen deelname       | Geen deelname | Geen deelname | Geen deelname | Geen deelname | Geen deelname |
| 2011 | 25            | Karen Geerts        | 4             | 1             | 3             | 19            | 31            |
| 2012 | Geen deelname | Geen deelname       | Geen deelname | Geen deelname | Geen deelname | Geen deelname | Geen deelname |
| 2013 | Geen deelname | Geen deelname       | Geen deelname | Geen deelname | Geen deelname | Geen deelname | Geen deelname |
| 2014 | Geen deelname | Geen deelname       | Geen deelname | Geen deelname | Geen deelname | Geen deelname | Geen deelname |
| 2015 | Geen deelname | Geen deelname       | Geen deelname | Geen deelname | Geen deelname | Geen deelname | Geen deelname |
| 2016 | Geen deelname | Geen deelname       | Geen deelname | Geen deelname | Geen deelname | Geen deelname | Geen deelname |
| 2017 | Geen deelname | Geen deelname       | Geen deelname | Geen deelname | Geen deelname | Geen deelname | Geen deelname |
| 2018 | Geen deelname | Geen deelname       | Geen deelname | Geen deelname | Geen deelname | Geen deelname | Geen deelname |
| 2019 | Geen deelname | Geen deelname       | Geen deelname | Geen deelname | Geen deelname | Geen deelname | Geen deelname |
| 2021 | 22            | Danielle Berus      | 8             | 1             | 7             | 36            | 68            |
| 2022 | 16            | Caro Van Oosterwyck | 18            | 10            | 8             | 121           | 126           |
| 2023 | 19            | Caro Van Oosterwyck | 9             | 1             | 8             | 41            | 87            |
| 2024 | 25            | Veerle Geerinckx    | 9             | 3             | 6             | 38            | 67            |
| 2025 | 24            | Kim Catteceur       | 6             | 1             | 5             | 24            | 45            |

Basketbal (mannen · vrouwen) · Basketbal 3x3 (mannen · vrouwen) · Cricket (mannen · vrouwen) · Curling (gemengd · gemengddubbel · mannen · vrouwen) · Handbal (mannen · vrouwen) · Hockey (mannen · vrouwen) · Honkbal (mannen) · IJshockey (mannen · vrouwen) · Korfbal (gemengd) · Rugby (mannen · vrouwen) · Softbal (mannen · vrouwen) · Strandvoetbal (mannen · vrouwen) · Tennis (mannen · vrouwen) · Touwtrekken (mannen · vrouwen) · Voetbal (mannen · vrouwen) · Volleybal (mannen · vrouwen) · Waterpolo (mannen · vrouwen) · Zaalhockey (mannen · vrouwen) · Zaalvoetbal (mannen · vrouwen)
Andorra · Australië · België · Brazilië · Bulgarije · Canada · China · Chinees Taipei · Denemarken · Duitsland · Engeland · Estland · Filipijnen · Finland · Frankrijk · Groot-Brittannië · Hongarije · Hongkong · Ierland · Israël · Italië · Jamaica · Japan · Kazachstan · Kenia · Kroatië · Letland · Litouwen · Luxemburg · Mexico · Nederland · Nieuw-Zeeland · Nigeria · Noorwegen · Oekraïne · Oostenrijk · Polen · Portugal · Qatar · Roemenië · Rusland · Schotland · Servië · Slovenië · Slowakije · Spanje · Thailand · Tsjechië · Tsjecho-Slowakije · Turkije · Verenigde Staten · Wales · Wit-Rusland · Zuid-Korea · Zweden · Zwitserland